# NGC 2855
NGC 2855 (другие обозначения — MCG -2-24-15, UGCA 161, IRAS09190-1141, PGC 26483) — галактика в созвездии Гидра.
Этот объект входит в число перечисленных в оригинальной редакции «Нового общего каталога».
Галактика NGC 2855 входит в состав группы галактик NGC 2855. Помимо NGC 2855 в группу также входят MGC -2-24-11, PGC 26378, MGC -2-24-12 и PGC 26378.
Галактика не имеет перемычки и каких-либо возмущений, но в её ядерных областях межзвёздный газ вращается перпендикулярно диску NGC 2855. Это может быть признаком приобретения вещества галактикой.